# Карп Мёдушский
Карп Мёдушский (Ковровский) (ум. около XV — XVII вв.; урочище Мёдуши, Ковровский уезд, Владимирская губерния) — праведный Русской православной церкви, небесный покровитель Ковровского края.

## Биография
Точная дата рождения и смерти Карпа Мёдушского неизвестна. Во всяком случае, в XVII столетии он уже почитался в качестве святого и его культ был распространен. Возможно, он являлся современником Ивана Грозного или даже жил в XV столетии.
По преданию, в урочище Мёдуши Карп обитал в маленькой деревянной келье, которую сам и построил, около церкви, где подвизался в вере и благочестии. Он достиг весьма преклонных лет, и уже при жизни окрестными крестьянами почитался как великий праведник.

## Почитание
После смерти старца на его могиле будто бы стали происходить исцеления больных, которых специально приносили и привозили туда. Именно поэтому ковровчане, не имея других святых в своей округе, стали почитать праведника Карпа Мёдушского как своего небесного заступника. В мёдушском Богородице-Рождественском храме, который к середине XIX века по завещанию местного помещика Григория Михайловича Дроздова на средства его семьи, в том числе его потомков Андреевых и Майковых, был отстроен в камне, появился придел святого Карпа.
Широкое народное почитание Карпа Мёдушского продолжалось вплоть до конца 1930-х гг. На его могилу обязательно приходили все посетители Мёдушских ярмарок, проходивших 6 сентября в канун престольного праздника Рождества Пресвятой Богородицы. С течением времени место упокоения праведника в Мёдушах позабылось.

## Обретение мощей
Несколько лет назад закрытый решением Ивановского облисполкома от 24 июля 1941 года и затем разоренный мёдушский храм был восстановлен. Но место погребения святого, который, как указано в архивных документах и старых книгах, «покоится под спудом», возможно, на месте прежде существовавшей деревянной церкви, найти не представлялось возможным.
Однако, недавно, благодаря одному из местных жителей было найдено точное место погребения старца. По его словам, в 1990-е годы его отец копал могилу умершему односельчанину рядом с Мёдушской церковью, и откопал старинный засмоленный дубовый гроб с останками старца в монашеской одежде. Испугавшись такой находки, он закопал гроб обратно и долго никому об этом не рассказывал, впоследствии поделившись этой информацией. По просьбе активиста группы православных поисковиков Николая Макаревича, сделавший уникальную находку житель Ковровского района и его сын специально приехали в Медуши и точно показали место захоронения Карпа Медушского — к югу от храма.